# Concours Eurovision de la chanson 1993
- Pays participants
- Pays ne s'étant pas qualifiés lors de Kvalifikacija za Millstreet
- Pays ayant participé dans le passé

Malmö 1992 Dublin 1994
Le Concours Eurovision de la chanson 1993 fut la trente-huitième édition du concours. Il se déroula le samedi 15 mai 1993, à Millstreet, en Irlande. Il fut remporté par l'Irlande, pays hôte, avec la chanson In Your Eyes, interprétée par Niamh Kavanagh. Le Royaume-Uni termina deuxième et la Suisse, troisième.

## Kvalifikacija za Millstreet
À la suite de la chute du Rideau de fer et de la dislocation de la Yougoslavie, le nombre de pays désireux de participer au concours crût fortement. Pour la deuxième année consécutive, l’UER élargit le nombre maximum de pays participants, le faisant passer de vingt-trois à vingt-cinq. La Yougoslavie ayant été exclue, seuls les vingt-deux autres pays ayant participé à l’édition 1992 du concours obtinrent d’emblée une place en finale.  L’UER décida que les trois dernières places seraient attribuées via une présélection, qui serait organisée par la télévision publique slovène : Kvalifikacija za Millstreet.
Kvalifikacija za Millstreet (en français : Qualification pour Millstreet) détient la particularité d’avoir été la toute première présélection de l’histoire du concours. Elle se déroula le samedi 3 avril 1993, à Ljubljana, en Slovénie, et se conclut par la qualification de la Bosnie-Herzégovine, de la Croatie et de la Slovénie.

## Organisation
L’Irlande, qui avait remporté l'édition 1992, se chargea de l’organisation de l’édition 1993.

## Controverse
La télévision publique irlandaise surprit l’opinion publique en décidant d’organiser le concours à Millstreet, petite ville d’à peine 1 500 habitants, située dans la campagne irlandaise, à proximité de Cork. En réalité, la RTÉ avait reçu une très intéressante proposition de la part d’un des habitants de Millstreet : Noel C. Duggan, propriétaire de la Green Glens Arena, un vaste centre équestre couvert. Duggan avait écrit aux responsables de la télévision irlandaise, la nuit même de la victoire de Linda Martin à Malmö. Cette candidature, a priori surprenante, reçut immédiatement un vif soutien des autorités et des entreprises, non seulement au niveau local, mais aussi au niveau national.  Face à cette mobilisation et constatant que la Green Glens Arena était extrêmement bien équipée, la RTÉ retint la candidature de Millstreet, qui devint ainsi la plus petite ville à avoir jamais accueilli le concours. Pour l’occasion, la ville et l’ensemble de ses infrastructures furent rénovés.
Mais cette décision suscita une avalanche de critiques, de moqueries et de commentaires désobligeants dans les médias européens. Ce fut ensuite au tour des artistes participants et des délégations étrangères de se montrer mécontents du choix de Millstreet. Ils protestèrent tout d’abord d’avoir à résider à Cork et de devoir faire, chaque jour, la navette en bus et en train, jusqu’à la salle, pour les répétitions. Ils se plaignirent ensuite de n’avoir aucune occupation pour se distraire, durant les périodes de repos.

## Pays participants
Vingt-cinq pays participèrent au trente-huitième concours, surpassant ainsi le record établi l’année précédente.
La Yougoslavie, qui avait été exclue de l’UER, se retira pour ne plus jamais revenir. La Bosnie-Herzégovine, la Croatie et la Slovénie firent leurs débuts. Il n’y eut aucun retour.
L’UER introduisit cette année-là une nouvelle règle, pour réguler le trop grand nombre de pays souhaitant participer au concours : la relégation. Désormais, les six pays terminant aux dernières places du classement final perdaient leur droit à concourir l’année suivante. Cette règle resta en vigueur jusqu’en 2004 et l’instauration de demi-finales.

## Débuts de la Bosnie-Herzégovine
Les débuts de la Bosnie-Herzégovine suscitèrent l’intérêt des médias, ainsi qu’un vif courant de sympathie envers la délégation bosnienne. Le pays était en effet au beau milieu d’une guerre sanglante. Au moment du concours, le territoire bosnien était en grande partie occupé et sa capitale, Sarajevo, encerclée par l’armée serbe qui en faisait le siège. La délégation bosnienne eut d’ailleurs les plus grandes peines à quitter le pays. Elle dut ainsi courir sur le tarmac de l’aéroport de Sarajevo, pour échapper aux balles des tireurs embusqués. Le chef d’orchestre bosnien dut pour cette raison renoncer à embarquer et vit l’avion partir sans lui.

## Format
Le concours eut donc lieu dans la Green Glens Arena, à Millstreet.
La scène se composait d’un vaste podium de forme trapézoïdale dont la partie supérieure se redressait vers le plafond. Le coin supérieur gauche de ce trapèze venait toucher le coin inférieur d’un vaste triangle, suspendu au-dessus du podium et le recouvrant en partie. Le trapèze était translucide et éclairé par le dessous, alors que le triangle alternait les surfaces transparentes et translucides. Tous deux étaient parcourus par des tubes de néon qui prirent des couleurs verte ou rouge selon les prestations. Une porte invisible était dissimulée dans la partie relevée du trapèze. Elle ne fut ouverte qu’à trois reprises : durant l’ouverture, pour l’entrée en scène de la présentatrice ; durant la prestation grecque et après la proclamation, pour le retour du vainqueur. Enfin, derrière le podium, était installé une gigantesque décoration, symbolisant  la lyre irlandaise, au pied de laquelle la présentatrice prit place pour le décompte des points. L’orchestre était placé à gauche de la scène, derrière l’angle inférieur gauche du trapèze.
Le programme dura près de trois heures et deux minutes.
L'orchestre fut dirigé par Noel Kelehan.

## Présentatrice
La présentatrice de la soirée fut Fionnuala Sweeney. Ce fut la première fois depuis 1987 que le concours fut présenté par une seule personne. Fionnuala Sweeney s’exprima principalement en anglais, mais aussi en gaélique et en français.

## Ouverture
L’ouverture du concours débuta par une vidéo. Dans la première partie, était mis en scène un épisode tiré de la mythologie celtique : l’histoire d’amour entre Eochaid Airem et Étain. Dans la seconde, furent montrées des vues touristiques de la campagne irlandaise et de la ville de Millstreet.
La caméra fit ensuite un plan sur Davy Spillane, qui avait joué de la musique irlandaise traditionnelle durant la vidéo. Fionnuala Sweeney entra sur scène pour les introductions d’usage. Elle salua l’orchestre et son chef, Noel Kelehan, introduisit les nouveaux pays participants et présenta Millstreet aux téléspectateurs.
L’ouverture se conclut par une autre vidéo, tournée durant la semaine des répétitions et montrant l’accueil des délégations étrangères et les festivités organisées en leur honneur.

## Cartes postales
Les cartes postales étaient des vidéos, montrant les participants à la découverte des richesses culturelles et touristiques de l’Irlande.

## Chansons
Vingt-cinq  chansons concoururent pour la victoire.
La chanson espagnole, Hombres, fut la toute première chanson de l’histoire du concours à faire mention explicite du mot "sexe" dans ses paroles.
La représentante belge, Barbara Dex, avait réalisé elle-même son costume de scène. Le soir de la finale, elle termina dernière mais sa prestation devint rapidement l’objet d’un culte de la part des fans du concours. C’est en son souvenir que fut créé en 1997, le Prix Barbara Dex qui récompense pour chaque édition, le concurrent le plus mal habillé.
La représentante irlandaise, Niamh Kavanagh, avait déjà remporté en 1991, un Grammy, pour sa contribution au film The Commitments d’Alan Parker. Lors de la finale nationale irlandaise, elle s’était disputée avec sa mère, pour avoir porté un pantalon. Le soir du concours, elle se décida donc pour une jupe. Elle était alors toujours employée à l’Allied Irish Banks et dut demander un congé spécial. Pour l’encourager, ses employeurs achetèrent une page de publicité dans les quotidiens irlandais du samedi, qui lui promettait un congé pour le lundi suivant, si elle remportait le concours.

## Chefs d'orchestre
| Vittorio Cosma                 | Norbert Daum        | Marc Sorrentino      | George Keller   | Charis Andreadis  | Bert Candries       |
| ------------------------------ | ------------------- | -------------------- | --------------- | ----------------- | ------------------- |
| - Italie                       | - Allemagne         | - Suisse             | - Danemark      | - Grèce           | - Belgique          |
| Joseph Sammut                  | Jon Kjell Seljeseth | Christian Kolonovits | Armindo Neves   | Christian Cravero | Curt-Eric Holmquist |
| - Malte                        | - Islande           | - Autriche           | - Portugal      | - France          | - Suède             |
| Noel Kelehan                   | Francis Goya        | Jože Privšek         | Olli Ahvenlahti | Nigel Wright      | Harry van Hoof      |
| - Bosnie-Herzégovine - Irlande | - Luxembourg        | - Slovénie           | - Finlande      | - Royaume-Uni     | - Pays-Bas          |
| Andrej Baša                    | Eduardo Leiva       | George Theophanous   | Amir Frohlich   | Rolf Løvland      |                     |
| - Croatie                      | - Espagne           | - Chypre             | - Israël        | - Norvège         |                     |

La délégation turque fut la seule à ne pas recourir à l’orchestre de la RTÉ.

## Entracte
Le spectacle d'entracte débuta par la reprise de la chanson gagnante de l’année précédente, Why Me?, par Linda Martin. Celle-ci introduisit ensuite Johnny Logan, qui monta sur scène pour chanter Voices, une composition écrite spécialement par lui pour la circonstance. Il fut accompagné par les chœurs de l’École de Musique de Cork et les enfants de Millstreet.

## Green room
Durant le vote, la caméra fit de nombreux plans sur les artistes à l’écoute des résultats, dans la green room. Apparurent notamment à l'écran Niamh Kavanagh, le groupe Fazla, Annie Cotton, Patrick Fiori, Silje Vige, Sonia, Ruth Jacott, Tony Wegas et Anabela.

## Vote
Le vote fut décidé entièrement par un panel de jurys nationaux. Les différents jurys furent contactés par téléphone, selon l'ordre de passage des pays participants. Chaque jury devait attribuer 1, 2, 3, 4, 5, 6, 7, 8, 10 et 12 points à ses dix chansons préférées. Les points furent énoncés dans l’ordre ascendant, de un à douze.
Le superviseur délégué sur place par l'UER fut Christian Clausen.
Fionnuala Sweeney débuta la procédure en saluant Frank Naef qui était présent dans la salle. Elle ne commit par la suite qu’une seule erreur. Lorsque le porte-parole du jury néerlandais attribua dix points à l’Irlande, Fionnuala Sweeney répéta : « Ireland, twelve points ». Le porte-parole lui fit remarquer son erreur. Elle lui répondit aussitôt : « Excuse me ! I got carried away ! », sous les applaudissements du public.
Le vote ne connut qu’un hiatus technique. Il fut impossible d’entrer immédiatement en contact avec le jury maltais. Fionnuala Sweeney annonça alors que ce dernier serait rappelé à l’issue de la procédure. La communication avec Sarajevo fut, quant à elle, fort difficile. Le public applaudit vivement le porte-parole bosnien, lorsqu’il prononça : « Hello, Millstreet ! Sarajevo calling ! »
Durant la première moitié du vote, l’Irlande, la Norvège, la Suisse et le Royaume-Uni se disputèrent la tête. Lorsque le jury irlandais attribua ses "douze points" au Royaume-Uni, ce dernier parvint à prendre de l’avance sur ses concurrents, mais fut vite rattrapé par l’Irlande. Après le vote du jury norvégien, l’Irlande affichait 175 points et le Royaume-Uni, 164. Fionnuala Sweeney rappela alors le jury maltais. Après que son porte-parole eut énoncé les sept premiers résultats, la situation demeura inchangée. Le public poussa un premier cri lorsque les "huit points" allèrent à l’Espagne, puis un second, lorsque les "dix points" furent attribués au Luxembourg. La victoire allait à nouveau être déterminée par l’ultime vote de la procédure. Ce fut finalement l’Irlande qui reçut les "douze points" de Malte et remporta le concours. Le public se leva pour applaudir longuement.

## Résultats
Ce fut la cinquième victoire de l'Irlande au concours. Elle égala ainsi le record de victoire établi par la France, en 1977, et le Luxembourg, en 1983.
L’Irlande devint le quatrième pays à remporter le concours de façon consécutive, après l’Espagne, en 1969, le Luxembourg, en 1973 et Israël, en 1979.
Enfin, ce fut la deuxième année consécutive que l’Irlande et le Royaume-Uni terminèrent aux première et deuxième places.
Niamh Kavanagh reçut le trophée de la victoire des mains de Linda Martin. Par la suite, In Your Eyes devint le single le plus vendu de l’année en Irlande et le plus grand succès commercial du concours dans l’île.
| Ordre | Pays               | Artiste(s)             | Chanson                                          | Langue                   | Place | Points |
| ----- | ------------------ | ---------------------- | ------------------------------------------------ | ------------------------ | ----- | ------ |
| 01    | Italie             | Enrico Ruggeri         | Sole d'Europa                                    | Italien                  | 12    | 45     |
| 02    | Turquie            | Burak Aydos            | Esmer yarim                                      | Turc                     | 21    | 10     |
| 03    | Allemagne          | Münchener Freiheit     | Viel zu weit                                     | Allemand                 | 18    | 18     |
| 04    | Suisse             | Annie Cotton           | Moi, tout simplement                             | Français                 | 3     | 148    |
| 05    | Danemark           | Tommy Seebach Band     | Under stjernerne på himlen                       | Danois                   | 22    | 9      |
| 06    | Grèce              | Katerina Garbi         | Elláda, chóra tou fotós (Ελλάδα, χώρα tου φωτός) | Grec                     | 9     | 64     |
| 07    | Belgique           | Barbara Dex            | Iemand als jij                                   | Néerlandais              | 25    | 3      |
| 08    | Malte              | William Mangion        | This Time                                        | Anglais                  | 8     | 69     |
| 09    | Islande            | Inga                   | Þá veistu svarið                                 | Islandais                | 13    | 42     |
| 10    | Autriche           | Tony Wegas             | Maria Magdalena                                  | Allemand                 | 14    | 32     |
| 11    | Portugal           | Anabela                | A cidade (até ser dia)                           | Portugais                | 10    | 60     |
| 12    | France             | Patrick Fiori          | Mama Corsica                                     | Français, corse          | 4     | 121    |
| 13    | Suède              | Arvingarna             | Eloise                                           | Suédois                  | 7     | 89     |
| 14    | Irlande H T        | Niamh Kavanagh         | In Your Eyes                                     | Anglais                  | 1     | 187    |
| 15    | Luxembourg         | Modern Times           | Donne-moi une chance                             | Français, luxembourgeois | 20    | 11     |
| 16    | Slovénie           | 1X Band                | Tih deževen dan                                  | Slovène                  | 22    | 9      |
| 17    | Finlande           | Katri Helena           | Tule luo                                         | Finnois                  | 17    | 20     |
| 18    | Bosnie-Herzégovine | Fazla                  | Sva bol svijeta                                  | Bosnien                  | 16    | 27     |
| 19    | Royaume-Uni        | Sonia                  | Better the Devil You Know                        | Anglais                  | 2     | 164    |
| 20    | Pays-Bas           | Ruth Jacott            | Vrede                                            | Néerlandais              | 6     | 92     |
| 21    | Croatie            | Put                    | Don't Ever Cry                                   | Croate, anglais          | 15    | 31     |
| 22    | Espagne            | Eva Santamaría         | Hombres                                          | Espagnol                 | 11    | 58     |
| 23    | Chypre             | Zymboulakis & Van Beke | Mi stamatas (Μη σταματάς)                        | Grec                     | 19    | 17     |
| 24    | Israël             | Shiru Group            | Shiru (שירו)                                     | Hébreu                   | 24    | 4      |
| 25    | Norvège            | Silje Vige             | Alle mine tankar                                 | Norvégien                | 5     | 120    |

## Anciens participants
| Artiste       | Pays     | Année(s) précédente(s) |
| ------------- | -------- | ---------------------- |
| Katri Helena  | Finlande | 1979                   |
| Tommy Seebach | Danemark | 1979, 1981             |
| Tony Wegas    | Autriche | 1992                   |

## Tableau des votes
| Drapeau de l'Italie                               | Drapeau de la Turquie | Drapeau de l'Allemagne | Drapeau de la Suisse | Drapeau du Danemark | Drapeau de la Grèce | Drapeau de la Belgique | Drapeau de Malte | Drapeau de l'Islande | Drapeau de l'Autriche | Drapeau du Portugal | Drapeau de la France | Drapeau de la Suède | Drapeau de l'Irlande | Drapeau du Luxembourg | Drapeau de la Slovénie | Drapeau de la Finlande | Drapeau de la Bosnie-Herzégovine | Drapeau du Royaume-Uni | Drapeau des Pays-Bas | Drapeau de la Croatie | Drapeau de l'Espagne | Drapeau de Chypre | Drapeau d’Israël | Drapeau de la Norvège | Total |    |     |
| Pays                                              | Italie                |                        | –                    | –                   | 1                   | –                      | –                | –                    | 7                     | –                   | –                    | 10                  | 5                    | –                     | –                      | 10                     | –                                | 8                      | –                    | –                     | 2                    | –                 | 2                | –                     | –     | –  | 45  |
| Pays                                              | Turquie               | –                      |                      | –                   | –                   | –                      | –                | –                    | –                     | 1                   | –                    | –                   | –                    | –                     | –                      | –                      | –                                | –                      | 2                    | –                     | –                    | 1                 | 6                | –                     | –     | –  | 10  |
| Pays                                              | Allemagne             | 8                      | –                    |                     | 2                   | 3                      | –                | –                    | –                     | –                   | –                    | –                   | –                    | –                     | 4                      | –                      | –                                | –                      | –                    | –                     | 1                    | –                 | –                | –                     | –     | –  | 18  |
| Pays                                              | Suisse                | 10                     | –                    | 12                  |                     | 10                     | 7                | 8                    | 5                     | 4                   | 6                    | 1                   | 12                   | 6                     | 7                      | 12                     | 8                                | 4                      | –                    | 10                    | 8                    | 2                 | 3                | 6                     | 4     | 3  | 148 |
| Pays                                              | Danemark              | –                      | –                    | –                   | –                   |                        | –                | –                    | –                     | –                   | –                    | –                   | –                    | 1                     | –                      | 3                      | –                                | –                      | 5                    | –                     | –                    | –                 | –                | –                     | –     | –  | 9   |
| Pays                                              | Grèce                 | 2                      | 2                    | 2                   | –                   | –                      |                  | –                    | 6                     | –                   | –                    | –                   | 7                    | –                     | –                      | –                      | –                                | 6                      | –                    | –                     | 5                    | –                 | 8                | 12                    | 7     | 7  | 64  |
| Pays                                              | Belgique              | –                      | –                    | 3                   | –                   | –                      | –                |                      | –                     | –                   | –                    | –                   | –                    | –                     | –                      | –                      | –                                | –                      | –                    | –                     | –                    | –                 | –                | –                     | –     | –  | 3   |
| Pays                                              | Malte                 | 7                      | 5                    | 4                   | 7                   | 5                      | 5                | –                    |                       | –                   | 4                    | 2                   | 2                    | 4                     | 2                      | –                      | –                                | –                      | 4                    | 6                     | –                    | 4                 | 4                | 1                     | 3     | –  | 69  |
| Pays                                              | Islande               | –                      | –                    | –                   | –                   | 4                      | 4                | –                    | –                     |                     | 1                    | –                   | –                    | 7                     | 1                      | –                      | 5                                | –                      | –                    | 2                     | 7                    | 5                 | –                | 2                     | 2     | 2  | 42  |
| Pays                                              | Autriche              | –                      | 4                    | –                   | –                   | –                      | 1                | 3                    | –                     | –                   |                      | –                   | 3                    | –                     | 6                      | –                      | –                                | –                      | 12                   | 3                     | –                    | –                 | –                | –                     | –     | –  | 32  |
| Pays                                              | Portugal              | –                      | –                    | 1                   | –                   | 1                      | 2                | –                    | –                     | 2                   | 5                    |                     | 8                    | 2                     | –                      | 4                      | –                                | 2                      | –                    | 1                     | 12                   | –                 | 12               | 3                     | –     | 5  | 60  |
| Pays                                              | France                | –                      | 7                    | –                   | 4                   | 12                     | 3                | –                    | –                     | 8                   | 7                    | 12                  |                      | 8                     | 10                     | 6                      | 4                                | 1                      | –                    | 4                     | 3                    | 8                 | –                | 10                    | 8     | 6  | 121 |
| Pays                                              | Suède                 | –                      | –                    | 8                   | 8                   | 7                      | –                | 10                   | –                     | 7                   | 10                   | 4                   | –                    |                       | –                      | 5                      | 6                                | 7                      | –                    | 7                     | –                    | –                 | –                | –                     | 10    | –  | 89  |
| Pays                                              | Irlande               | 12                     | 1                    | 5                   | 12                  | 6                      | 6                | 2                    | 12                    | 3                   | 8                    | 6                   | 10                   | 12                    |                        | 7                      | 12                               | 3                      | 8                    | 12                    | 10                   | 6                 | 10               | 7                     | 5     | 12 | 187 |
| Pays                                              | Luxembourg            | –                      | –                    | –                   | –                   | –                      | –                | –                    | 10                    | –                   | –                    | –                   | –                    | –                     | –                      |                        | 1                                | –                      | –                    | –                     | –                    | –                 | –                | –                     | –     | –  | 11  |
| Pays                                              | Slovénie              | 4                      | –                    | –                   | –                   | –                      | –                | –                    | 1                     | –                   | –                    | –                   | –                    | 3                     | –                      | –                      |                                  | –                      | 1                    | –                     | –                    | –                 | –                | –                     | –     | –  | 9   |
| Pays                                              | Finlande              | –                      | 3                    | –                   | –                   | –                      | 8                | –                    | 2                     | 5                   | –                    | –                   | –                    | –                     | –                      | 2                      | –                                |                        | –                    | –                     | –                    | –                 | –                | –                     | –     | –  | 20  |
| Pays                                              | Bosnie-Herzégovine    | 3                      | 12                   | –                   | –                   | –                      | –                | 1                    | 4                     | –                   | –                    | –                   | 4                    | –                     | 3                      | –                      | –                                | –                      |                      | –                     | –                    | –                 | –                | –                     | –     | –  | 27  |
| Pays                                              | Royaume-Uni           | 1                      | 8                    | 6                   | 5                   | 8                      | –                | 12                   | –                     | 12                  | 12                   | 7                   | 6                    | 10                    | 8                      | 8                      | 10                               | 5                      | 3                    |                       | 4                    | 10                | 5                | 4                     | 12    | 8  | 164 |
| Pays                                              | Pays-Bas              | 6                      | 6                    | 7                   | –                   | –                      | –                | 7                    | 3                     | 6                   | 3                    | –                   | –                    | 5                     | 12                     | –                      | 7                                | –                      | 10                   | –                     |                      | 3                 | 7                | –                     | –     | 10 | 92  |
| Pays                                              | Croatie               | –                      | –                    | –                   | 3                   | –                      | –                | 4                    | –                     | –                   | –                    | 5                   | –                    | –                     | –                      | –                      | –                                | –                      | –                    | 8                     | –                    |                   | 1                | –                     | 6     | 4  | 31  |
| Pays                                              | Espagne               | 5                      | –                    | –                   | 6                   | –                      | –                | 5                    | 8                     | –                   | 2                    | –                   | –                    | –                     | –                      | –                      | 2                                | 10                     | 6                    | –                     | –                    | 7                 |                  | 5                     | 1     | 1  | 58  |
| Pays                                              | Chypre                | –                      | –                    | –                   | –                   | 2                      | 10               | –                    | –                     | –                   | –                    | –                   | –                    | –                     | –                      | –                      | –                                | –                      | –                    | 5                     | –                    | –                 | –                |                       | –     | –  | 17  |
| Pays                                              | Israël                | –                      | –                    | –                   | –                   | –                      | –                | –                    | –                     | –                   | –                    | 3                   | 1                    | –                     | –                      | –                      | –                                | –                      | –                    | –                     | –                    | –                 | –                | –                     |       | –  | 4   |
| Pays                                              | Norvège               | –                      | 10                   | 10                  | 10                  | –                      | 12               | 6                    | –                     | 10                  | –                    | 8                   | –                    | –                     | 5                      | 1                      | 3                                | 12                     | 7                    | –                     | 6                    | 12                | –                | 8                     | –     |    | 120 |
| Le tableau suit l'ordre de passage des candidats. |                       |                        |                      |                     |                     |                        |                  |                      |                       |                     |                      |                     |                      |                       |                        |                        |                                  |                        |                      |                       |                      |                   |                  |                       |       |    |     |

## Télédiffuseurs
| Pays               | Télédiffuseur(s)           | Commentateur(s)                       | Porte-parole              |
| ------------------ | -------------------------- | ------------------------------------- | ------------------------- |
| Allemagne          | Erstes Deutsches Fernsehen | Jan Hofer                             | Carmen Nebel              |
| Allemagne          | Deutschlandfunk            | Roger Horné                           | Carmen Nebel              |
| Autriche           | ORF 1                      | Ernst Grissemann                      | Erich Götzinger           |
| Autriche           | Hitradio Ö3                | Martin Blumenau                       | Erich Götzinger           |
| Belgique           | RTBF1                      | Claude Delacroix                      | Anne Ploegaerts           |
| Belgique           | RTBF La Première           | Stéphane Dupont & Patrick Duhamel     | Anne Ploegaerts           |
| Belgique           | BRTN TV1                   | André Vermeulen                       | Anne Ploegaerts           |
| Belgique           | BRTN Radio 2               | Julien Put                            | Anne Ploegaerts           |
| Bosnie-Herzégovine | TVBiH                      | Ismeta Dervoz-Krvavac                 | Senad Hadžifejzović       |
| Chypre             | RIK 1                      | Evi Papamichail                       | Anna Partelidou           |
| Chypre             | CyBC Radio 2               | Pavlos Pavlou                         | Anna Partelidou           |
| Croatie            | HRT 2                      | Aleksandar Kostadinov                 | Veljko Đuretić            |
| Danemark           | DR TV                      | Jørgen de Mylius                      | Bent Henius               |
| Danemark           | DR P3                      | Ole Jacobsen                          | Bent Henius               |
| Espagne            | TVE1                       | José Luis Uribarri                    | María Ángeles Balañac     |
| Finlande           | YLE TV1                    | Erkki Pohjanheimo & Kirsi-Maria Niemi | Solveig Herlin            |
| Finlande           | YLE Radio 1                | Sanna Kojo                            | Solveig Herlin            |
| France             | France 2                   | Patrice Laffont                       | Olivier Minne             |
| Grèce              | ET1                        | Dáfni Bókota                          | Fotini Giannoulatou       |
| Grèce              | ERA ERT1                   | Giorgos Mitropoulos                   | Fotini Giannoulatou       |
| Irlande            | RTÉ1                       | Pat Kenny                             | Eileen Dunne              |
| Irlande            | RTÉ Radio 1                | Larry Gogan                           | Eileen Dunne              |
| Israël             | Télévision Israélienne     | pas de commentateur                   | Danny Rup                 |
| Israël             | Reshet Gimel               | Daniel Pe’er                          | Danny Rup                 |
| Islande            | Sjónvarpið                 | Jakob Frímann Magnússon               | Guðrún Skúladóttir        |
| Italie             | Rai Uno                    | Ettore Andenna                        | Peppi Franzelin           |
| Italie             | Rai Radio 2                | Antonio De Robertis                   | Peppi Franzelin           |
| Luxembourg         | RTL Hei Elei               | Maurice Molitor                       | ?                         |
| Malte              | TVM                        | Charles Saliba                        | Kevin Drake               |
| Norvège            | NRK                        | Leif Erik Forberg                     | Sverre Christophersen     |
| Norvège            | NRK P1                     | Erik Diesen                           | Sverre Christophersen     |
| Pays-Bas           | Nederland 3                | Willem van Beusekom                   | Joop van OS               |
| Pays-Bas           | Radio 3                    | Daniël Dekker                         | Joop van OS               |
| Portugal           | Canal 1                    | Isabel Bahia                          | Margarida Mercês de Mello |
| Royaume-Uni        | BBC1                       | Terry Wogan                           | Colin Berry               |
| Royaume-Uni        | BBC Radio 2                | Ken Bruce                             | Colin Berry               |
| Slovénie           | SLO2                       | Tajda Lekše                           | Miša Molk                 |
| Suède              | SVT TV2                    | Jan Jingryd & Kåge Gimtell            | Gösta Hanson              |
| Suisse             | Télévision Suisse          | Jean-Marc Richard                     | Michel Stocker            |
| Suisse             | Schweizer Fernsehen        | Bernard Thurnheer                     | Michel Stocker            |
| Suisse             | TV Svizzera                | Emanuela Gaggini                      | Michel Stocker            |
| Turquie            | TRT TV1                    | Bülend Özveren                        | Ömer Önder                |
| Turquie            | TRT Radyo 3                | Canan Kumbasar                        | Ömer Önder                |